# Khúc côn cầu trên cỏ tại Đại hội Thể thao Liên châu Mỹ 2019 – Giải đấu Nữ
Giải đấu nam khúc côn cầu trên cỏ tại Đại hội Thể thao Liên châu Mỹ 2019 là giải đấu thứ 9 của nội dung thi đấu khúc côn cầu trên cỏ dành cho nữ tại Đại hội Thể thao Liên châu Mỹ. Giải đấu diễn ra trong khoảng thời gian 12 ngày bắt đầu từ ngày 29 tháng 7 và kết thúc giải đấu bằng trận chung kết vào ngày 9 tháng 8.
Đội tuyển giành được chiến thắng tại giải đấu này đủ điều kiện tham dự Thế vận hội Mùa hè 2020 ở Tokyo, Nhật Bản.

## Vòng loại
Tổng cộng có tám đội vượt qua vòng loại để tranh tài tại giải đấu. Với tư cách là nước chủ nhà, Peru tự động vượt qua vòng loại và tham dự giải đấu. Hai đội đứng đầu tại Đại hội Thể thao Trung Mỹ và Caribe 2018 và Đại hội Thể thao Nam Mỹ 2018 cũng vượt qua vòng loại. Hai đội đứng đầu chưa đủ điều kiện tham dự Cúp Liên châu Mỹ 2017 (sau khi tính đến kết quả của hai giải đấu trên) cũng vượt qua vòng loại. Nếu Canada và/hoặc Hoa Kỳ vẫn chưa vượt qua vòng loại, trận đấu loại trực tiếp giữa hai quốc gia và đội xếp thứ ba tại Cúp Liên châu Mỹ sẽ diễn ra. Nếu cả hai quốc gia đều vượt qua vòng loại, trận đấu loại trực tiếp sẽ không còn cần thiết và đội xếp thứ ba tại mỗi Cúp Liên châu Mỹ sẽ vượt qua vòng loại. Liên đoàn Khúc côn cầu Liên châu Mỹ (PAHF) đã chính thức công bố các đội vượt qua vòng loại vào ngày 10 tháng 9 năm 2018.

### Các đội vượt qua vòng loại
| Giải đấu vòng loại                       | Ngày diễn ra           | Địa điểm     | Số suất tham dự | Các đội tuyển vượt qua vòng loại |
| ---------------------------------------- | ---------------------- | ------------ | --------------- | -------------------------------- |
| Quốc gia chủ nhà                         | —                      | —            | 1               | Perú                             |
| Đại hội Thể thao Nam Mỹ 2018             | 30 tháng 5 – 7 tháng 6 | Cochabamba   | 2               | Argentina · Uruguay              |
| Đại hội Thể thao Trung Mỹ và Caribe 2018 | 20–28 tháng 7          | Barranquilla | 2               | Cuba · México                    |
| Cúp Liên châu Mỹ 2017                    | 5–13 tháng 8           | Lancaster    | 3               | Canada* · Chile (15) · Hoa Kỳ    |
| Tổng cộng                                |                        |              | 8               |                                  |

- Trận đấu loại trực tiếp không được tổ chức và Canada nghiễm nhiên được trao suất tham dự.

## Kết quả
The official schedule was revealed on 10 January 2019.
Tất cả các giờ đều là giờ địa phương (UTC−5).

### Vòng sơ loại

#### Bảng A
| VT | Đội       | ST | T | H | B | BT | BB | HS  | Đ | Giành quyền tham dự |
| -- | --------- | -- | - | - | - | -- | -- | --- | - | ------------------- |
| 1  | Argentina | 3  | 3 | 0 | 0 | 18 | 1  | +17 | 9 | Tứ kết              |
| 2  | Canada    | 3  | 2 | 0 | 1 | 15 | 3  | +12 | 6 | Tứ kết              |
| 3  | Uruguay   | 3  | 1 | 0 | 2 | 8  | 8  | 0   | 3 | Tứ kết              |
| 4  | Cuba      | 3  | 0 | 0 | 3 | 2  | 31 | −29 | 0 | Tứ kết              |

| 29 tháng 7 năm 2019 10:00 |

| Argentina                | 2–0     | Uruguay |
| ------------------------ | ------- | ------- |
| Rebecchi 7' · D'Elía 47' | Báo cáo |         |

| Trọng tài: Amber Church (NZL) Megan Robertson (CAN) |

| 29 tháng 7 năm 2019 12:00 |

| Canada                                                                                             | 10–0    | Cuba |
| -------------------------------------------------------------------------------------------------- | ------- | ---- |
| Stairs 2', 19', 51' · McManus 11', 23' · Norlander 13', 54' · Secco 21' · Haughn 46' · Stewart 56' | Báo cáo |      |

| Trọng tài: Liu Xiaoying (CHN) Victoria Pazos (PAR) |

| 31 tháng 7 năm 2019 14:00 |

| Uruguay                                                                                  | 8–1     | Cuba        |
| ---------------------------------------------------------------------------------------- | ------- | ----------- |
| Viana 2', 14' · Piazza 17', 19' · Cristiani 23' · Taborda 30' · Villar 39' · Stanley 46' | Báo cáo | Milanes 53' |

| Trọng tài: Mary Driscoll (USA) Catalina Montesino (CHI) |

| 31 tháng 7 năm 2019 16:00 |

| Canada | 0–3     | Argentina                                  |
| ------ | ------- | ------------------------------------------ |
|        | Báo cáo | D'Elía 5' · Rebecchi 34' · Barrionuevo 56' |

| Trọng tài: Lix Xiaoying (CHN) Ayanna McClean (TTO) |

| 2 tháng 8 năm 2019 10:00 |

| Uruguay | 0–5     | Canada                                                      |
| ------- | ------- | ----------------------------------------------------------- |
|         | Báo cáo | Norlander 4' · Donohoe 10' · McManus 38', 43' · Stewart 51' |

| Trọng tài: Mary Driscoll (USA) Maria Locatelli (ARG) |

| 2 tháng 8 năm 2019 14:00 |

| Argentina | 13–1    | Cuba        |
| --- | ------- | ----------- |
| M. Granatto 2' · V. Granatto 9' · Barrionuevo 9', 21', 56', 59' · Jankunas 13', 27', 39' · Rebecchi 24', 43', 49' · Luchetti 28' | Báo cáo | Milanes 22' |

| Trọng tài: Amber Church (NZL) Diana Fuentes Castelo (MEX) |

#### Bảng B
| VT | Đội      | ST | T | H | B | BT | BB | HS  | Đ | Giành quyền tham dự |
| -- | -------- | -- | - | - | - | -- | -- | --- | - | ------------------- |
| 1  | Hoa Kỳ   | 3  | 3 | 0 | 0 | 17 | 2  | +15 | 9 | Tứ kết              |
| 2  | Chile    | 3  | 2 | 0 | 1 | 17 | 4  | +13 | 6 | Tứ kết              |
| 3  | México   | 3  | 1 | 0 | 2 | 4  | 7  | −3  | 3 | Tứ kết              |
| 4  | Perú (H) | 3  | 0 | 0 | 3 | 0  | 25 | −25 | 0 | Tứ kết              |

| 29 tháng 7 năm 2019 14:00 |

| Hoa Kỳ                                                         | 5–0     | México |
| -------------------------------------------------------------- | ------- | ------ |
| Grega 27' · Magadan 34' · Moyer 38' · Matson 38' · Hoffman 40' | Báo cáo |        |

| Trọng tài: Maria Locatelli (ARG) Catalina Montesino (CHI) |

| 29 tháng 7 năm 2019 16:00 |

| Chile | 13–0    | Perú |
| --- | ------- | ---- |
| Maldonado 4', 54', 59' · Walbaum 5' · Villagran 10', 19', 35' · Urroz 28', 47', 59' · García 41' · De las Heras 43' · Jacob 53' | Báo cáo |      |

| Trọng tài: Ayanna McClean (TTO) Mary Driscoll (USA) |

| 31 tháng 7 năm 2019 10:00 |

| México                                       | 4–0     | Perú |
| -------------------------------------------- | ------- | ---- |
| Estrada 28', 39' · Oveido 52' · González 59' | Báo cáo |      |

| Trọng tài: Megan Robertson (CAN) Natalia Lodeiro (URU) |

| 31 tháng 7 năm 2019 12:00 |

| Chile                        | 2–4     | Hoa Kỳ                                            |
| ---------------------------- | ------- | ------------------------------------------------- |
| De las Heras 12' · Urroz 36' | Báo cáo | Matson 50' · Moyer 51' · Froede 53' · Sharkey 56' |

| Trọng tài: Amber Church (NZL) Victoria Pazos (PAR) |

| 2 tháng 8 năm 2019 12:00 |

| Hoa Kỳ                                                                        | 8–0     | Perú |
| ----------------------------------------------------------------------------- | ------- | ---- |
| Moyer 7' · Grega 29' · Matson 30' · Allessie 32', 34', 40', 49' · Sharkey 60' | Báo cáo |      |

| Trọng tài: Natalia Lodeiro (URU) Catalina Montesino (CHI) |

| 2 tháng 8 năm 2019 16:00 |

| México | 0–2     | Chile                  |
| ------ | ------- | ---------------------- |
|        | Báo cáo | García 31' · Urroz 33' |

| Trọng tài: Liu Xiaoying (CHN) Victoria Pazos (PAR) |

### Vòng phân loại

#### Sơ loại
|  | Tứ kết    | Tứ kết    |           |   | Bán kết               | Bán kết               |  |  | Tranh huy chương vàng | Tranh huy chương vàng |
|  |           |           |           |   |                       |                       |  |  |                       |                       |
|  | 4 August  |           |           |   |                       |                       |  |  |                       |                       |
|  |           |           |           |   |                       |                       |  |  |                       |                       |
|  | Argentina | 21        |           |   |                       |                       |  |  |                       |                       |
|  | Argentina | 21        | 6 tháng 8 |   |                       |                       |  |  |                       |                       |
|  | Perú      | 0         |           |   |                       |                       |  |  |                       |                       |
|  | Perú      | 0         | Argentina | 3 |                       |                       |  |  |                       |                       |
|  | 4 August  |           | Argentina | 3 |                       |                       |  |  |                       |                       |
|  |           | Chile     | 1         |   |                       |                       |  |  |                       |                       |
|  | Uruguay   | Chile     | 1         | 0 |                       |                       |  |  |                       |                       |
|  | Uruguay   |           | 9 tháng 8 | 0 |                       |                       |  |  |                       |                       |
|  | Chile     | 5         |           |   |                       |                       |  |  |                       |                       |
|  | Chile     | 5         | Argentina | 5 |                       |                       |  |  |                       |                       |
|  | 4 August  |           | Argentina | 5 |                       |                       |  |  |                       |                       |
|  |           | Canada    | 1         |   |                       |                       |  |  |                       |                       |
|  | Canada    | Canada    | 1         | 9 |                       |                       |  |  |                       |                       |
|  | Canada    | 6 tháng 8 |           | 9 |                       |                       |  |  |                       |                       |
|  | México    | 0         |           |   |                       |                       |  |  |                       |                       |
|  | México    | 0         | Canada    | 2 |                       |                       |  |  |                       |                       |
|  | 4 August  |           | Canada    | 2 |                       |                       |  |  |                       |                       |
|  |           | Hoa Kỳ    | 0         |   | Tranh huy chương đồng | Tranh huy chương đồng |  |  |                       |                       |
|  | Cuba      | Hoa Kỳ    | 0         | 0 | Tranh huy chương đồng | Tranh huy chương đồng |  |  |                       |                       |
|  | Cuba      |           | 9 tháng 8 | 0 |                       |                       |  |  |                       |                       |
|  | Hoa Kỳ    | 9         |           |   |                       |                       |  |  |                       |                       |
|  | Hoa Kỳ    | 9         | Chile     | 1 |                       |                       |  |  |                       |                       |
|  |           |           |           |   |                       |                       |  |  |                       |                       |
|  | Hoa Kỳ    | 5         |           |   |                       |                       |  |  |                       |                       |
|  | Hoa Kỳ    | 5         |           |   |                       |                       |  |  |                       |                       |

#### Tứ kết
| 4 tháng 8 năm 2019 09:30 |

| Argentina | 21–0    | Perú |
| --- | ------- | ---- |
| M. Granatto 3', 18', 26' · Jankunas 10', 32', 45', 55' · Costa 14' · Luchetti 18', 60' · Albertarrio 23', 30', 43' · Alonso 25', 35' · V. Granatto 29', 49', 56' · Retegui 33' · D'Elía 45' · Trinchinetti 47' | Báo cáo |      |

| Trọng tài: Mary Driscoll (USA) Maria Fuentes Castelo (Mex) |

| 4 tháng 8 năm 2019 11:45 |

| Canada | 9–0     | México |
| --- | ------- | ------ |
| Johansen 6', 41' · Donohoe 11' · Sourisseau 25', 33' · Woodcroft 28' · McManus 31' · Stairs 44' · Haughn 52' | Báo cáo |        |

| Trọng tài: Catilina Montesino (CHI) Natalia Lodeiro (URU) |

| 4 tháng 8 năm 2019 15:00 |

| Uruguay | 0–5     | Chile                                               |
| ------- | ------- | --------------------------------------------------- |
|         | Báo cáo | Maldonado 15', 17', 34' · Villagran 37' · Urroz 49' |

| Trọng tài: Liu Xiaoying (CHN) Ayanna McClean (TTO) |

| 4 tháng 8 năm 2019 17:15 |

| Cuba | 0–9     | Hoa Kỳ                                                                                               |
| ---- | ------- | --- |
|      | Báo cáo | Moyer 8' · Hoffman 14' · Allessie 22', 43' · Umstead 36' · Grega 37', 53' · Manley 38' · Sharkey 44' |

| Trọng tài: Megan Robertson (CAN) Maria Locatelli (ARG) |

#### Phân loại thứ hạng năm đến tám
|  | Cross-overs | Cross-overs |           |   | Hạng năm | Hạng năm |
|  |             |             |           |   |          |          |
|  | 6 tháng 8   |             |           |   |          |          |
|  |             |             |           |   |          |          |
|  | Perú        | 0           |           |   |          |          |
|  | Perú        | 0           | 9 tháng 8 |   |          |          |
|  | Uruguay     | 14          |           |   |          |          |
|  | Uruguay     | 14          | Uruguay   | 4 |          |          |
|  | 6 tháng 8   |             | Uruguay   | 4 |          |          |
|  |             | México      | 0         |   |          |          |
|  | México      | México      | 0         | 1 |          |          |
|  | México      |             |           | 1 |          |          |
|  | Cuba        | 0           |           |   |          |          |
|  | Cuba        | 0           | Hạng bảy  |   |          |          |
|  |             |             |           |   |          |          |
|  | 9 tháng 8   |             |           |   |          |          |
|  |             |             |           |   |          |          |
|  | Perú        | 3           |           |   |          |          |
|  | Perú        | 3           |           |   |          |          |
|  | Cuba        | 2           |           |   |          |          |

##### Cross-overs
| 6 tháng 8 năm 2019 09:30 |

| Perú | 0–14    | Uruguay |
| ---- | ------- | --- |
|      | Báo cáo | Viana 3', 30', 32', 42', 45' · Oliveros 11', 56' · Stanley 17' · Taborda 23', 31', 50' · Vilar del Valle 26', 32' · Olave 35' |

| Trọng tài: Mary Driscoll (USA) Megan Robertson (CAN) |

| 6 tháng 8 năm 2019 11:45 |

| México           | 1–0     | Cuba |
| ---------------- | ------- | ---- |
| Marí. Correa 12' | Báo cáo |      |

| Trọng tài: Maria Locatelli (ARG) Catalina Montesino (CHI) |

##### Thứ hạng bảy và tám
| 9 tháng 8 năm 2019 9:30 |

| Perú                          | 3–2     | Cuba                     |
| ----------------------------- | ------- | ------------------------ |
| Montes 10', 36' · Alvarez 14' | Báo cáo | Vera 14' · Fernandez 44' |

| Trọng tài: Natalia Lodeiro (URU) Victoria Pazos (PAR) |

##### Thứ hạng năm và sáu
| 9 tháng 8 năm 2019 11:45 |

| Uruguay                                             | 4–0     | México |
| --------------------------------------------------- | ------- | ------ |
| Vilar del Valle 32', 39' · de María 57' · Nieto 60' | Báo cáo |        |

| Trọng tài: Liu Xiaoying (CHN) Megan Robertson (CAN) |

#### Bán kết
| 6 tháng 8 năm 2019 15:00 |

| Argentina                       | 3–1     | Chile         |
| ------------------------------- | ------- | ------------- |
| Rebecchi 3' · Jankunas 44', 60' | Báo cáo | Krimerman 45' |

| Trọng tài: Ayanna McClean (TTO) Liu Xiaoying (CHN) |

| 6 tháng 8 năm 2019 17:15 |

| Canada                   | 2–0     | Hoa Kỳ |
| ------------------------ | ------- | ------ |
| Johansen 10' · Secco 35' | Báo cáo |        |

| Trọng tài: Amber Church (NZL) Victoria Pazos (PAR) |

#### Tranh huy chương đồng
| 9 tháng 8 năm 2019 15:00 |

| Chile           | 1–5     | Hoa Kỳ                                        |
| --------------- | ------- | --------------------------------------------- |
| De las Heras 3' | Báo cáo | Moyer 2' · Matson 19', 24', 52' · Sharkey 21' |

| Trọng tài: Amber Church (NZL) Maria Locatelli (ARG) |

#### Tranh huy chương vàng
| 9 tháng 8 năm 2019 17:15 |

| Argentina                                           | 5–1     | Canada     |
| --------------------------------------------------- | ------- | ---------- |
| Jankunas 9', 47' · D'Elía 22', 45' · Rebecchi 37' · | Báo cáo | Wright 32' |

| Trọng tài: Catalina Montesino (CHI) Mary Driscoll (USA) |

| Bản mẫu:Field hockey kit | Bản mẫu:Field hockey kit |

| GK               | 1  | Belén Succi          |     |     |
| DF               | 32 | Valentina Costa      |     |     |
| DF               | 25 | Silvina D'Elía       |     |     |
| DF               | 27 | Noel Barrionuevo     |     |     |
| DF               | 22 | Eugenia Trinchinetti |     |     |
| MF               | 5  | Agostina Alonso      |     |     |
| MF               | 18 | Victoria Sauze       |     |     |
| MF               | 4  | Rosario Luchetti (c) |     |     |
| FW               | 15 | María José Granatto  | 13' |     |
| FW               | 11 | Carla Rebecchi       |     |     |
| FW               | 28 | Julieta Jankunas     |     |     |
| Thay người:      |    |                      |     |     |
| FW               | 19 | Agustina Albertarrio |     | 6'  |
| FW               | 21 | Victoria Granatto    |     | 9'  |
| MF               | 23 | Micaela Retegui      |     | 16' |
| DF               | 2  | Sofía Toccalino      |     | 24' |
| DF               | 7  | Giselle Kañevsky     |     | 11' |
| Huấn luyện viên: |    |                      |     |     |
| Carlos Retegui   |    |                      |     |     |

| GK               | 1  | Kaitlyn Williams     |     |    |
| DF               | 9  | Danielle Hennig      |     |    |
| DF               | 14 | Karli Johansen       |     |    |
| DF               | 17 | Sara McManus         |     |    |
| MF               | 11 | Rachel Donohoe       |     |    |
| MF               | 13 | Hannah Haughn        |     |    |
| MF               | 16 | Natalie Sourisseau   |     |    |
| MF               | 21 | Amanda Woodcroft     |     |    |
| FW               | 3  | Katherine Wright (c) | 50' |    |
| FW               | 23 | Brienne Stairs       |     |    |
| FW               | 26 | Stephanie Norlander  |     |    |
| Thay người:      |    |                      |     |    |
| MF               | 6  | Anna Mollenhauer     |     | 6' |
| DF               | 8  | Elise Wong           |     | 9' |
| FW               | 19 | Holly Stewart        |     | 6' |
| FW               | 22 | Madeline Secco       |     | 6' |
| DF               | 25 | Shanlee Johnston     |     | 6' |
| Huấn luyện viên: |    |                      |     |    |
| Giles Bonnet     |    |                      |     |    |

| GK               | 1  | Belén Succi          |     |     |
| DF               | 32 | Valentina Costa      |     |     |
| DF               | 25 | Silvina D'Elía       |     |     |
| DF               | 27 | Noel Barrionuevo     |     |     |
| DF               | 22 | Eugenia Trinchinetti |     |     |
| MF               | 5  | Agostina Alonso      |     |     |
| MF               | 18 | Victoria Sauze       |     |     |
| MF               | 4  | Rosario Luchetti (c) |     |     |
| FW               | 15 | María José Granatto  | 13' |     |
| FW               | 11 | Carla Rebecchi       |     |     |
| FW               | 28 | Julieta Jankunas     |     |     |
| Thay người:      |    |                      |     |     |
| FW               | 19 | Agustina Albertarrio |     | 6'  |
| FW               | 21 | Victoria Granatto    |     | 9'  |
| MF               | 23 | Micaela Retegui      |     | 16' |
| DF               | 2  | Sofía Toccalino      |     | 24' |
| DF               | 7  | Giselle Kañevsky     |     | 11' |
| Huấn luyện viên: |    |                      |     |     |
| Carlos Retegui   |    |                      |     |     |

| GK               | 1  | Kaitlyn Williams     |     |    |
| DF               | 9  | Danielle Hennig      |     |    |
| DF               | 14 | Karli Johansen       |     |    |
| DF               | 17 | Sara McManus         |     |    |
| MF               | 11 | Rachel Donohoe       |     |    |
| MF               | 13 | Hannah Haughn        |     |    |
| MF               | 16 | Natalie Sourisseau   |     |    |
| MF               | 21 | Amanda Woodcroft     |     |    |
| FW               | 3  | Katherine Wright (c) | 50' |    |
| FW               | 23 | Brienne Stairs       |     |    |
| FW               | 26 | Stephanie Norlander  |     |    |
| Thay người:      |    |                      |     |    |
| MF               | 6  | Anna Mollenhauer     |     | 6' |
| DF               | 8  | Elise Wong           |     | 9' |
| FW               | 19 | Holly Stewart        |     | 6' |
| FW               | 22 | Madeline Secco       |     | 6' |
| DF               | 25 | Shanlee Johnston     |     | 6' |
| Huấn luyện viên: |    |                      |     |    |
| Giles Bonnet     |    |                      |     |    |

## Thống kê

### Bảng xếp hạng cuối cùng
| Thứ hạng | Đội tuyển |
| -------- | --------- |
|          | Argentina |
|          | Canada    |
|          | Hoa Kỳ    |
| 4        | Chile     |
| 5        | Uruguay   |
| 6        | México    |
| 7        | Perú      |
| 8        | Cuba      |

     Đủ điều kiện tham dự Thế vận hội Mùa hè 2020

### Cầu thủ ghi bàn
Đã có 166 bàn thắng ghi được trong 24 trận đấu, trung bình 6.92 bàn thắng mỗi trận đấu.
11 bàn thắng
- Julieta Jankunas

7 bàn thắng
- Carla Rebecchi
- Teresa Viana

6 bàn thắng
- María Maldonado
- Manuela Urroz
- Mackenzie Allessie
- Erin Matson

5 bàn thắng
- Noel Barrionuevo
- Silvina D'Elía
- Sara McManus
- Lauren Moyer

4 bàn thắng
- María Granatto
- Victoria Granatto
- Brienne Stairs
- Fernanda Villagran
- Danielle Grega
- Kathleen Sharkey
- Agustina Taborda
- Manuela Vilar del Valle

3 bàn thắng
- Agustina Albertario
- Rosario Luchetti
- Karli Johansen
- Stephanie Norlander
- Consuelo de las Heras

2 bàn thắng
- Agostina Alonso
- Rachel Donohoe
- Hannah Haughn
- Madeline Secco
- Natalie Sourisseau
- Holly Stewart
- Carolina García
- Yunia Milanes
- Arlette Estrada
- Maria Montes
- Ashley Hoffman
- Alyssa Manley
- Pilar Oliveros
- Camila Piazza
- Janine Stanley

1 bàn thắng
- Valentina Costa Biondi
- Micaela Retegui
- Eugenia Trinchinetti
- Amanda Woodcroft
- Kim Jacob
- Denise Krimerman
- Sofía Walbaum
- Leticia Fernandez
- Yuraima Vera
- Maria Correa
- Karen Gonzalez
- Fernanda Oveido
- Marianella Alvarez
- Ali Froede
- Amanda Magadan
- Casey Umstead
- Clementina Cristiani
- Camila de María
- Agustina Nieto
- Anastásia Olave
- Soledad Villar